# Voọc mũi hếch xám
Voọc mũi hếch xám, tên khoa học Rhinopithecus brelichi, là một loài động vật có vú trong họ Cercopithecidae, bộ Linh trưởng. Loài này được Thomas mô tả năm 1903.

## Hình ảnh

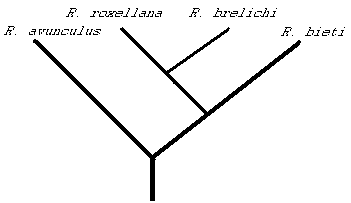